# Catedral de Santo Tomás (Ciudad Bolívar)
La Catedral de Santo Tomás, o simplemente Catedral de Ciudad Bolívar, es la Catedral de la Ciudad Bolívar, capital del estado Bolívar, Venezuela.
Se trata de un templo que sigue el rito romano y latino. Es la sede de la Arquidiócesis de Ciudad Bolívar (Archidiocesis Civitatis Bolivarensis), la cual creada el 21 de junio de 1958 con el estatus de arquidiócesis metropolitana mediante la bula Magna quidem del Papa Pío XII. Fue dedicada, como su nombre lo indica, a Santo Tomás Apostól en la época en que la ciudad pertenecía a la diócesis de Santo Tomás de Guayana (creada en 1790).
Su torre posee un altura de 44 metros, la nave central mide 26 metros y posee una escultura dedicada a Santo Tomás.

## Historia

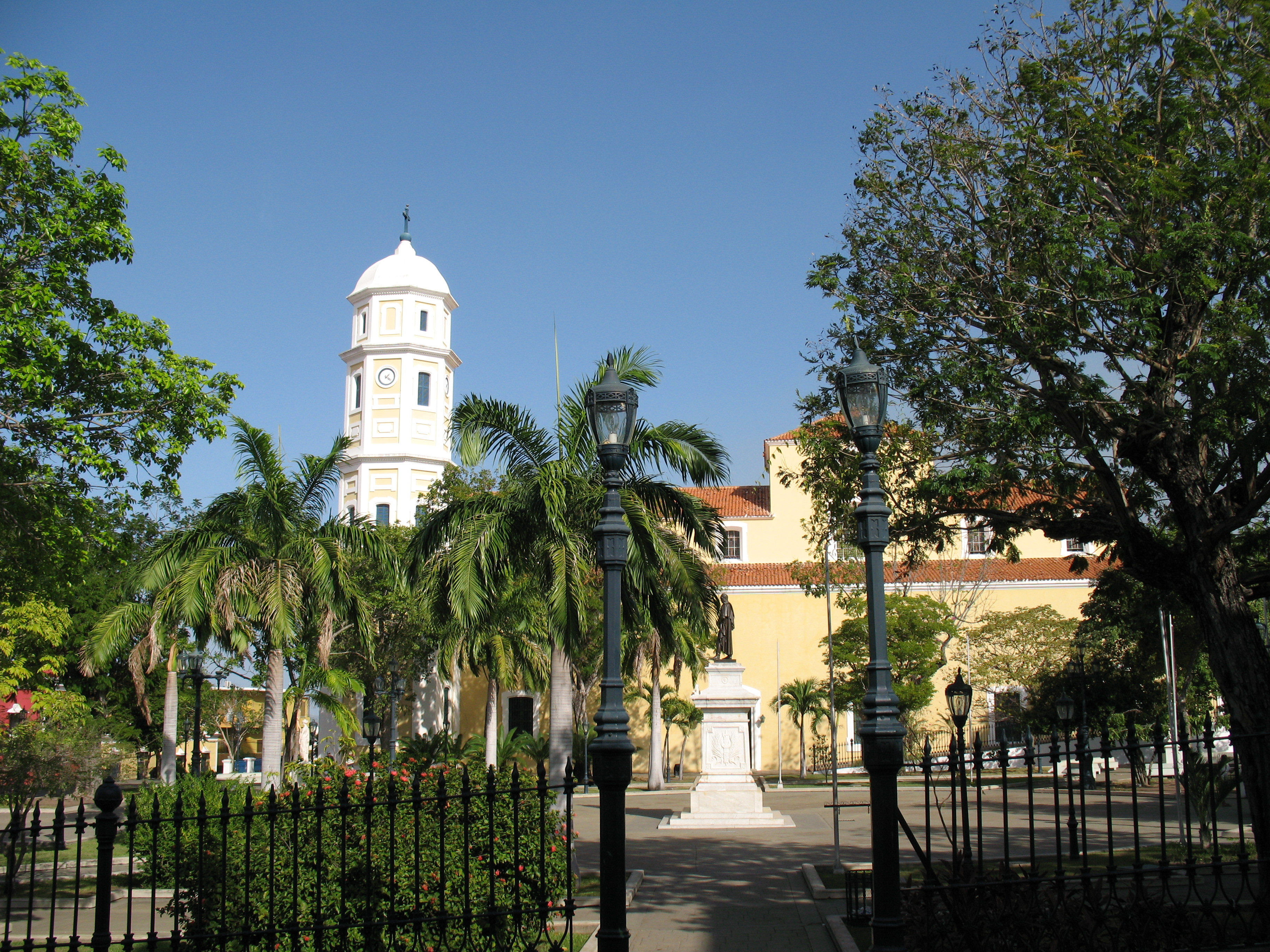
Vista de la catedral frente a la Plaza Bolívar

Fue inaugurada en 1841 por Monseñor Mariano de Talavera y Garcés. Su imagen más antigua fue traída de Europa posiblemente en 1790.
El 20 de febrero de 1896, el obispo de la Diócesis de Guayana, monseñor Antonio María Durán, consagró la catedral de Ciudad Bolívar con las reliquias de los Santos Mártires Macario, Víctor, Urbano y Águeda.
Aprovechando el legado que Don José Lezama dejó a su muerte para que fuese empleado en beneficio de la catedral, monseñor Durán le puso pavimento de mosaico y montó el Altar Mayor que habían regalado el mismo Lezama y su esposa. También montó el grupo escultural del Bautisterio, donado por Don Antonio Liccioni, y colocó el Altar de Nuestra Señora de Lourdes bajo la torre. Pintó al óleo todo el interior del edificio y consagró la catedral, que solo había sido bendecida en 1841 por monseñor Talavera. Fundó el Colegio Nuestra Señora de las Nieves en su primera época y el Boletín Eclesiástico, dirigido por Domingo María Luzardo.
La iglesia, que aún no estaba terminada, fue erigida como catedral el 20 de mayo de 1790 al crearse la Diócesis de Guayana por el papa Pío VI con la promoción del Rey Carlos IV de España.
La construcción se terminó gracias al esfuerzo de monseñor Mariano Talavera y Garcés, que convocó a todos los feligreses para que contribuyeran con sus aportaciones. Logró recabar entre los fieles 19 mil pesos con los cuales la catedral, sin la torre, fue concluida.
El 23 de febrero de 1841 fue posible concluir los trabajos de construcción de la catedral de Ciudad Bolívar después de 75 años de haber sido iniciada, prácticamente con la fundación de la ciudad en 1764 por Joaquín Moreno de Mendoza. Pero quien realmente despegó su construcción con el ingeniero Bartolomé de Amphous, fue el gobernador Manuel Centurión Guerrero de Torres utilizando los fondos provenientes de algunos impuestos desviados posteriormente por el gobernador Miguel Marmión. La catedral, más pequeña que la actual y todavía sin su torre campanario, solamente techada, fue bendecida por monseñor Mariano Talavera y Garcés el 25 de marzo de 1841, un año antes de finalizada su gestión para darle paso a monseñor Mariano Fernández Fortique, quien designó una Junta formada por el vicario fray Arcángel de Tarragona, Santos Gáspari y Merced Ramón Montes para gestionar la terminación de la torre.
Pero la catedral concluida con tanto afán por monseñor Talavera y Garcés no era la misma diseñada por el ingeniero Bartolomé Amphoux. El deseo de terminarla, la dejó sin imafronte, es decir, sin su segundo cuerpo de fachada, y las pilastras fueron coronadas con cuatro pináculos. Además, entre las dos centrales se le construyó un remate con hornacina para una imagen y, sobre ella, una cruz. Posteriormente fue objeto de otros trabajos, entre ellos, una placa de cemento sobre vigas en las naves laterales y la sustitución del Altozano por una escalinata semicircular construida por el gobierno regional (Silverio González) (1924-1930) que se iniciaba en las calles Igualdad y Bolívar.
El 25 de mayo de 1922, el obispo Miguel Antonio Mejía amplió la catedral hacia la calle Amor Patrio, abarcando el Oratorio de San Antonio, trabajos que se le encomendaron al constructor más reputado de la ciudad, Antonio Valera Villalobos. Durante le gestión del arzobispo Crisanto Mata Cova (1966-1986), se reconstruyó y restauró la catedral conforme a los planos originales.
Al arquitecto Graziano Gasparini, entonces director del Patrimonio Histórico y Artístico del Consejo Nacional de la Cultura, le correspondió asesorar las obras junto con el arquitecto técnico Juan Serrano y su equipo de trabajo. Sobre el altozano fue colocada la escultura de Santo Tomás y el reloj de la Torre, que había sido dañado por un rayo, fue remplazado por uno moderno de 13 campanas hecho en Holanda.

## Fusilamiento de Manuel Piar
Antes que la catedral apareciese, en una de sus paredes fue fusilado el prócer de la independencia Manuel Piar el 16 de octubre de 1817. Fue asesinado exactamente en la pared que da con la Plaza Bolívar, donde se puede observar el hueco que hizo una de la balas con que le dispararon.